# Willy Van Poucke
Willy Van Poucke (Wetteren, 1947) is een Vlaams scenarist en schrijver. Hij stond mee aan de wieg van de populaire comedyreeks F.C. De Kampioenen, waarvoor hij de eerste twee afleveringen schreef.

## Carrière
Willy Van Poucke schreef reeds scenario's voor:
- F.C. De Kampioenen (1990)
- Le Bal masqué (1998)

Naast scenario's schreef Willy Van Poucke ook enkele romans en reisverslagen.   Zijn debuutroman Het scheermes van Ockham (1986) werd in 1997 gevolgd door Formosa. Hij publiceerde ook de reisverslagen Magie van woord & woud (1994) en Langs bergen van werk (2008). In 1988 bewerkte hij het scenario van de BRT reeks Klein Londen, Klein Berlijn tot een roman.
Van Poucke schreef ook meerdere hoorspelen.